# تیم ملی فوتبال تووالو
تیم ملی فوتبال تووالو نمایندهٔ کشور تووالو در مسابقات بین‌المللی است که زیر نظر فدراسیون فوتبال تووالو فعالیت می‌کند.
اولین بازی رسمی این تیم در تاریخ ۲۹ آگوست ۱۹۷۹ میلادی در برابر تیم ملی فوتبال تاهیتی برگزار شده‌است.